# Harmona 3D
Harmona 3D war ein österreichisches Musiklabel, das über Jahrzehnte Schlager, Balladen, Easy Listening und frühen Rock ’n’ Roll veröffentlichte.
Das Label (Labelcode 04083) arbeitete mit dem Harmona Orchester Othmar Šerhák und anderen. Zahlreiche Veröffentlichungen des Label erreichten in den 1950er Jahren Chartplatzierungen, bspw. die Roxy Sisters, Gerd Morell und Bruce Low.

## Künstler die bei Harmona 3 D veröffentlichten (Auswahl)
- Gerd Morell
- Gerhard Bronner
- Hermann Leopoldi
- Die 3 Spitzbuam
- Willy Hagara
- Klaus Alzner
- Chris Ulbertson
- Teddy Windholz
- Roxy Sisters
- Giorgio Dimu
- Harald Gregor
- Evi Kent
- Johannes Fehring
- Bruce Low
- Helmut Qualtinger